# Яцовскис, Адомас
Адо́мас Яцо́вскис (лит. Adomas Jacovskis; 14 января 1948, Вильнюс) — литовский сценограф

, лауреат национальных и международных театральных премий, автор сценографии более чем к 80 драматическим, оперным и балетным спектаклям.

## Биография
С 1966 года обучался у Аугустинаса Савицкаса в Вильнюсском художественном институте на факультете сценографии. Окончил его по специальности «художник театра» в 1973 году. Отслужил в армии. В 1977—1978 годах работал на литовском телевидении. В театр попал волею случая через однокурсника — в Шяуляе ставилась «Фрекен Жюли». 
С 1978 по 1993 год был главным художником Государственного молодёжного театра Литвы. Работал с режиссёрами Эймунтасом Някрошюсом, Римасом Туминасом. С 1989 года преподаватель сценографии Академии художеств Литвы, профессор.
Кроме театра, Адомас Яцовскис много занимается живописью. Участник многих национальных и международных выставок в странах Балтии, а так же России, Италии, Японии. Работы художника хранятся в Литовском художественном музее, Национальном художественном музее им. Чюрлёниса, Литовском музее театра, музыки и кино, Государственном еврейском музее Виленского Гаона в Вильнюсе, Третьяковской галерее и Театральном музее имени А. А. Бахрушина в Москве.
Семья: сестра Александра Яцовскис — художник-постановщик, художник по костюмам, брат Якубас Яцовскис — графический дизайнер, оформитель книг, сын Мариюс Яцовскис — сценограф.

## Сценографические работы
- 1980 — «Квадрат» (по документальной повести «А было так» В. Елисеевой). Реж. Э. Някрошюс
- 1981 — «Пиросмани, Пиросмани» (по мотивам пьесы В. Коростылёва «Праздник одиночества»). Реж. Э. Някрошюс
- 1982 — «Любовь и смерть в Вероне» К. Антанелиса и С. Гяды (рок-опера по «Ромео и Джульетте» У. Шекспира). Реж. Э. Някрошюс
- 1983 — «И дольше века длится день» по Ч. Айтматову. Государственная Премия РСФСР. Реж. Э. Някрошюс
- 1985 — «Кармен» Ж. Бизе. Литовский национальный театр оперы и балета
- 1989 — «Макбет» О. Балакаускаса. Литовский национальный театр оперы и балета. Хор. Юриус Сморгинас
- 1990 — «Песочное пианино» А. Слуцкайте
- 1994 — «Улыбнись нам, Господи» по Г. Кановичу. Реж. Р. Туминас
- 1995 — «Макбет» Дж. Верди. Литовский национальный театр оперы и балета
- 1997 — «Аида» Дж. Верди. Литовский национальный театр оперы и балета
- 1997 — «Дафнис и Хлоя» на музыку М. Равеля. Литовский национальный театр оперы и балета. Хор. Юриус Сморгинас
- 1997 — «Маскарад» М. Лермонтова. Реж. Р. Туминас
- 1998 — «Сон в летнюю ночь» на музыку Ф. Мендельсона-Бартольди. Литовский национальный театр оперы и балета. Хор. Кшиштоф Пастор
- 1998 — «Эдип» Софокла. Реж. Р. Туминас
- 1999 — «Ричард III» У. Шекспира. Национальный драматический театр Литвы. Реж. Р. Туминас
- 2000 — «Весна священная» И. Стравинского. Литовский национальный театр оперы и балета. Хор. Ван Син Пэн
- 2000 — «Вишнёвый сад» А. Чехова. Исландский национальный театр
- 2000 — «Играем... Шиллера!» по «Марии Стюарт» Ф. Шиллера. Театре «Современник». Реж. Р. Туминас
- 2001 — «Ромео и Джульетта» У. Шекспира. Вроцлавский современный театр
- 2001 — «Чайка» А. Чехова. Репертуарный театр Данди (Шотландия)
- 2002 — «В ожидании Годо» С. Беккета. Реж. Р. Туминас
- 2002 — «Кислотный город» М. Урбайтиса. Литовский национальный театр оперы и балета. Хор. Кшиштоф Пастор
- 2002 — «Ревизор» Н. Гоголя. Театр имени Евг. Вахтангова. Реж. Р. Туминас
- 2003 — «Кармина Бурана» на музыку К. Орфа. Литовский национальный театр оперы и балета. Хор. Ван Син Пэн
- 2004 — «Идиот» по Ф. Достоевскому. Городской театр Гётеборга (Швеция)
- 2005 — «Три сестры» А. Чехова. Реж. Р. Туминас
- 2006 — «Вишнёвый сад» А. Чехова. Городской театр Гётеборга (Швеция)
- 2006 — «Слуга двух господ» К. Гольдони. Варшавский театр-студия
- 2007 — «Горе от ума» А. Грибоедова. Театр «Современник». Реж. Р. Туминас
- 2008 — «ПАБ» бр. Пресняковых. Театриум на Серпуховке
- 2008 — «Последние луны» Ф. Бордона. Театр имени Евг. Вахтангова. Реж. Р. Туминас
- 2008 — «Тихая ночь» Г. Мюллера. Театр имени Евг. Вахтангова. Реж. Р. Туминас
- 2009 — «Дядя Ваня» А. Чехова. Театр имени Евг. Вахтангова. Реж. Р. Туминас
- 2010 — «Маскарад» М. Лермонтова. Театр имени Евг. Вахтангова. Реж. Р. Туминас
- 2010 — «Мистрас» М. Ивашкявичюса. Реж. Р. Туминас
- 2011 — «Ветер шумит в тополях» Ж. Сиблейраса. Театр им. Евг. Вахтангова. Реж. Р. Туминас
- 2011 — «Пристань» по мотивам произведений Б. Брехта, И. Бунина, Ф. Достоевского, Ф. Дюрренматта, А. Миллера, А. Пушкина, Э. де Филиппо. Театр имени Евг. Вахтангова. Реж. Р. Туминас
- 2012 — «Тристан и Изольда» на музыку Р. Вагнера. Литовский национальный театр оперы и балета. Хор. Кшиштоф Пастор
- 2013 — «Евгений Онегин» А. Пушкина. Театр им. Евг. Вахтангова. Реж. Р. Туминас
- 2014 — «Дон Жуан» В. Моцарта. Музыкальный театр имени Станиславского и Немировича-Данченко. Реж. А. Титель
- 2014 — «Улыбнись нам, Господи» по Г. Кановичу. Театр имени Евг. Вахтангова. Реж. Р. Туминас
- 2015 — «Катерина Измайлова» Д. Шостаковича. Большой театр. Реж. Р. Туминас
- 2015 — «Минетти» Т. Бернхарда. Малый театр Вильнюса. Реж. Р. Туминас
- 2015 — «Минетти» Т. Бернхарда. Театр имени Евг. Вахтангова. Реж. Р. Туминас
- 2016 — «Царь Эдип» Софокла. Театр имени Евг. Вахтангова. Реж. Р. Туминас
- 2017 — «Царь Эдип» И. Стравинского, «Замок герцога Синяя борода» Б. Бартока. Музыкальный театр имени Станиславского и Немировича-Данченко. Реж. А. Титель
- 2018 — «Пиковая дама» П. Чайковского. Большой театр. Реж. Р. Туминас

## Премии и награды
- 1983 — Диплом Пражской квадриеннале[источник не указан 1034 дня]
- 1985 — Первая премия Балтийской триеннале сценографии[источник не указан 1034 дня]
- 2000 — Национальная премия Литвы по культуре и искусству[источник не указан 1034 дня]
- 2007 — Рыцарский крест Ордена Великого князя Литовского Гядиминаса[источник не указан 1034 дня]
- 2013 — «Хрустальная Турандот» в номинации «лучшая сценография» — за спектакль «Евгений Онегин», театр имени Е. Б. Вахтангова[источник не указан 1034 дня]